# Parque Pinzón
El Parque Pinzón es un parque urbano situado al frente del Claustro de San Agustín en el barrio Las Nieves del Centro Histórico de Tunja, Colombia. Está rodeado de jardines, árboles y arbustos, caminos peatonales y zonas pasivas de recreación. Posee un pequeño polideportivo en el costado occidental.

## Historia
ste lugar, que era antiguamente conocido como la Plazoleta de las Nieves o la Plazoleta de Abajo está construido sobre un emplazamiento muisca. El parque fue construido por mandato de la asamblea departamental en 1903 y le otorgó el nombre del general Próspero Pinzón en homenaje a los ideales conservadores.